# ثورة عالمية
الثورة العالمية نظرية ماركسية للقضاء على الرأسمالية في العالم بأكمله من خلال الاعتماد على الوعي الطبقي الثوري المنظم للطبقة العاملة، وأضحت النظرية أن تزامن هذه الثورات مع بعضها البعض ليس بالأمر الضروري وأن قيامها ونجاحها يتوقفان على الظروف الداخلية المتضافرة والتي تتيح لحزب ثوري النجاح وانتزاع الحكم والملكيات من الطبقات البرجوازية وإقامة دولة اشتراكية تقوم أساسا على الملكية العامة لوسائل الإنتاج، وكما هو الحال في أغلب المدارس الماركسية، كالتروتسكية على سبيل المثال، بقى الطابع الدولي أساسا للصراع الطبقي علاوة على ضرورة كسب تأييد النطاق العالمي سببين أساسيين في فشل نظرية الاشتراكية المحلية، وكعادة الأفكار الماركسية، تمثّل الهدف النهائي لنظرية الثورة العالمية الاشتراكية العالمية والشيوعية الموحّدة

## الحركات الشيوعية
أطلقت ثورة أكتوبر في عام 1917 في روسيا موجةً ثورية من الانتفاضات الاشتراكية والشيوعية في جميع أنحاء أوروبا، كانت أبرزها الثورة الألمانية والثورة المجرية وبيينيو روسو والحرب الثورية في فنلندا مع جمهورية العمال الفنلندية الاشتراكية قصيرة الأجل، التي حققت مكاسب كبيرة ونجاحًا عظيمًا في مراحلها الباكرة. (انظر أيضًا ثورات 1917–1923)
على وجه التحديد في عامي 1918-1919، بدا معقولًا أن الرأسمالية عما قريب ستُجتث من القارة الأوروبية إلى الأبد. بالنظر إلى حقيقة أن القوى الأوروبية كانت تسيطر على غالبية سطح الأرض في ذلك الوقت، كان ممكنًا أن يعني هذا الحدث نهاية الرأسمالية لا فقط في أوروبا، بل في كل مكان.
مع اقتراب احتمالية ثورة عالمية، سيطر على الماركسيين شعور من التفاؤل الغامر الذي ثبت في النهاية أنه سابق لأوانه. سُحقت الثورات الأوروبية واحدةً تلو الأخرى، إلى أن وجد الثوريون الروس أنفسهم الناجين الوحيدين في نهاية المطاف. بالنظر إلى أنهم كانوا يعتمدون على فكرة مفادها أن دولةً زراعية ومتخلفة مثل روسيا ستكون قادرةً على بناء الاشتراكية بمساعدة حكوماتٍ ثورية ناجحة في الأجزاء الأكثر صناعية من أوروبا، وجدوا أنفسهم في أزمة حالما اتضح أن مساعدة كهذه لن تأتي.
بعد هذه الأحداث وحتى يومنا هذا، لم يقترب الوضع الدولي من الثورة العالمية مرةً أخرى. مع نمو الفاشية في أوروبا في ثلاثينيات القرن العشرين، اختار الكومنترن الجبهة الشعبية مع الرأسماليين الليبراليين ضد الفاشية بدلًا من ثورة مباشرة، بعدها، في ذروة الحرب العالمية الثانية في عام 1943، حُلّ الكومنترن بناء على طلب الحلفاء الغربيين للاتحاد السوفييتي.

### بعد الحرب العالمية الثانية
انتشرت موجة جديدة من الشعور الثوري في أنحاء أوروبا في أعقاب الحرب العالمية الثانية، على الرغم من أنها لم تكن بقوة تلك التي أثارتها الحرب العالمية الأولى التي أسفرت عن ثورة اشتراكية فاشلة في ألمانيا وثورة ناجحة في روسيا. نالت الأحزاب الشيوعية في بلدان مثل اليونان وفرنسا وإيطاليا هيبةً كبيرة وتأييدًا شعبيًا بسبب قيادتها لحركات المقاومة المناهضة للفاشية خلال الحرب، وبذلك حققوا أيضًا نجاحًا كبيرًا في صناديق الاقتراع وكانوا بانتظام يحتلون المرتبة الثانية في الانتخابات في أواخر أربعينيات القرن العشرين. وعلى الرغم من ذلك، لم تتمكن أي منها من الحلول في المرتبة الأولى وتشكيل حكومة. في ما يتعلق بالأحزاب الشيوعية في أوروبا الشرقية في هذه الأثناء، فعلى الرغم من فوزهم في الانتخابات في نفس الوقت تقريبًا، انتقدت وسائل الإعلام الغربية غياب عناصر ديمقراطية ليبرالية في صعودهم إلى السلطة. ومع ذلك، انتشرت الحركات الشيوعية في أوروبا، حتى مع بعض الحالات المحلية المستقلة عن اتحاد الجمهوريات الاشتراكية السوفييتية، مثل بارتيزان يوغسلاف بقيادة الزعيم المستقبلي ليوغسلافيا جوزيف بروز تيتو الذي قاد النضال ضد الفاشية واحتلال دول المحور خلال الحرب العالمية الثانية.
جعلت الثورات العمالية والطلابية، مقترنةً بالثورة الثقافية الصينية وتأسيس يسار جديد مع حركة الحقوق المدنية ونضال حزب الفهود السود وجماعات «جبهة التحرير» المسلحة/المتمردة المماثلة وحتى شيء من الانتعاش في الحركة العمالية، في جميع أنحاء العالم في الستينيات ومطلع السبعينيات من القرن العشرين اعتقد البعض مجددًا لبعض الوقت وكأن ثورةً عالمية ليست فقط ممكنةً، بل وشيكةً أيضًا، وبذلك برز تعبير شائع «الشرق أحمر والغرب مستعد». ومع ذلك، انحسرت روح اليسار الراديكالي هذه بحلول منتصف سبعينيات القرن العشرين، وفي الثمانينيات والتسعينيات من القرن العشرين كان هناك عودة إلى أيديولوجياتٍ يمينية محافظة اقتصاديًا (ترأستها، من بين أمثلة أخرى، الثاتشرية في المملكة المتحدة والريغانوميكس في الولايات المتحدة) وأيضًا إصلاحات السوق الحرة في الصين وفيتنام.

## وصلات خارجية
- World Revolution قطاع في بريطانيا عن التيار الشيوعي الدولي
- حزب العمال التقدمي (الولايات المتحدة) نسخة محفوظة 28 يناير 2012 على موقع واي باك مشين.